# Característiques físiques estàndard dels asteroides
Per a la majoria dels asteroides enumerats, gairebé res se sap part d'alguns paràmetres físics. Centenars d'ells tenen la seva pròpia pàgina de la Viquipèdia, on l'única informació és el seu nom i circumstàncies de descobriment, més una taula d'elements orbitals i algunes característiques físiques sovint només estimats.
L'objectiu d'aquesta pàgina és proporcionar una referència per explicar d'on venen les dades físiques per a aquestes asteroides genèrics.
A causa de les diferents edats dels articles d'asteroides individuals, la referència indicada més avall pot no ser exacta per a tots els articles d'asteroides.

## Dimensions
Les dades de l'enquesta IRAS de planetes menors
o de l'enquesta de planeta menor del Midcourse Space Experiment (MSX) (Disponible al node de cossos del Sistema de Dades Planetaris Petits (PDS)) és la font habitual de diàmetre.
Per a molts asteroides, l'anàlisi de la corba de llum proporciona estimacions de la direcció del pol i proporcions de diàmetre. Estimacions anteriors a 1995 recollits per Per Magnusson es tabulen en el PDS,
amb ser les dades més fiables les síntesis etiquetades en les taules de dades com a «Synth». Més determinacions recents de diverses dotzenes d'asteroides es recullen a la pàgina web d'un grup d'investigació finès a Hèlsinki que s'està executant una campanya sistemàtica per determinar els pols i els models de forma de corbes de llum.
Aquestes dades es poden utilitzar per obtenir una millor estimació de les dimensions. Les dimensions d'un cos es donen generalment com un el·lipsoide triaxial, els eixos dels quals s'enumeren en ordre decreixent a mida a×b×c. Si tenim les ràtios de diàmetre μ = a/b, ν = b/c a partir de corbes de llum, i un IRAS signifiquen diàmetre d, es proposa la mitjana geomètrica dels diàmetres {\displaystyle d=(abc)^{\frac {1}{3}}\,\!} per coherència, i s'obté els tres diàmetres:
{\displaystyle a=d\,(\mu ^{2}\nu )^{\frac {1}{3}}\,\!}
{\displaystyle b=d\,\left({\frac {\nu }{\mu }}\right)^{\frac {1}{3}}\,\!}
{\displaystyle c={\frac {d}{(\nu ^{2}\mu )^{\frac {1}{3}}}}\,\!}

## Massa
Llevat de les determinacions de massa detallades,
la massa ‘’M pot ser estimat a partir del diàmetre i (assumeix) els valors de densitat ‘’ρ treballats a terme de la següent manera.
{\displaystyle M={\frac {\pi abc\rho }{6}}\,\!}
Aquestes estimacions poden ser indicats com aproximades mitjançant l'ús del signe "~". A més d'aquestes "conjectures", les masses es poden obtenir dels asteroides més grans mitjançant la resolució de les pertorbacions que causen en les òrbites dels altres, o quan l'asteroide té un acompanyant en òrbita de radi orbital coneguda. Les masses dels principals asteroides 1 Ceres, (2) Pal·les, i 4 Vesta també poden ser obtinguts a partir de pertorbacions de Mart.

Mentre que aquestes pertorbacions són petites, poden ser mesurats amb precisió a partir de les dades que van dels radars de la Terra a la nau espacial en la superfície de Mart, com les sondes Viking.

## Densitat
A part d'uns pocs asteroides les densitats s'han investigat, un ha de recórrer a conjectures il·luminades.
Per a molts asteroides s'ha suposat un valor de ρ ~ 2 g / cm  3 .
No obstant això, una millor estimació es pot obtenir tenint en compte el tipus espectral de l'asteroide. Un recent document dona els càlculs per a les densitats mitjanes de C, S, i els asteroides de classe M com 1,38, 2,71 i 5,32 g/cm³. (Aquí "C" s'inclou a les classes Tholen C, D, P, T, B, G i F, mentre que "S" s'inclou a les classes Tholen S, K, Q, V, R, A i E). Suposant que aquests valors (en lloc d'avui ~ 2 g/cm  3 ) és una millor conjectura.

## Gravetat superficial

### Cos esfèric
Per a un cos esfèric, l'acceleració de la gravetat a la superfície (g), està donada per
{\displaystyle g_{\rm {spherical}}={\frac {GM}{r^{2}}}\,\!}
On G = 6.6742×10−11 m³s−2kg−1 és la constant gravitacional,M és la massa del cos, i ‘’R el seu radi.

### Cos irregular
Per als cossos de forma irregular, la gravetat superficial diferirà sensiblement amb la ubicació. La fórmula anterior, llavors és només una aproximació, ja que els càlculs s'involucrin més. El valor de ‘’g en els punts de superfície més a prop del centre de la massa és generalment una mica més gran que en els punts més llunyans fora de la superfície.

### Força centrípeta
En un cos en rotació, el pes aparent experimentat per un objecte en la superfície es redueix per la força centrípeta, quan un està lluny dels pols. L'acceleració centrípeta experimentada en una latitud θ és
{\displaystyle g_{\rm {centrifugal}}=-\left({\frac {2\pi }{T}}\right)^{2}r\sin \theta }
on T és el període de rotació en qüestió de segons, r és el radi equatorial, i θ és la latitud. La seva magnitud es maximitza quan un està a l'equador, i sinθ = 1. El signe negatiu indica que actua en la direcció oposada a l'acceleració de la gravetat ‘’g.
L'acceleració és efectiva
{\displaystyle g_{\rm {effective}}=g_{\rm {gravitational}}+g_{\rm {centrifugal}}\ .}

### Binaris tancats
Si l'organisme en qüestió és un membre d'un binari tancat amb components de massa comparable, l'efecte del segon cos també pot ser no menyspreable.

## Velocitat d'escapament
Per superfície de gravetat g i el radi r d'un cos amb simetria esfèrica, la velocitat d'escapament és::{\displaystyle v_{e}={\sqrt {2gr}}}

## Període de rotació
Generalment el període de rotació es pren dels paràmetres de corba de llum en el PDS.

## La classe espectral
La classe espectral es pren generalment de la classificació Tholen en el PDS.

## Magnitud absoluta
Magnitud absoluta es dona generalment per l'enquesta de Planetes Menors de l'IRAS o l'enquesta de planetes menors de l'MSX (disponibles al PDS).

## Albedo
En general, l'enquesta de planetes menors proposada per l'IRAS o l'enquesta planeta menor MSX (disponibles al PDS).
Aquests són els albedos geomètriques. Si no hi ha dades de l'IRAS/MSX una pot ser utilitzat la mitjana aproximada de 0,1.

## Temperatura superficial

### Mitjana
El mètode més simple que dona resultats raonables és assumir l'asteroide es comporta com un cos gris en equilibri amb la radiació solar rebuda. Llavors, la seva temperatura mitjana s'obté igualant la mitjana de radiació solar rebuda i la potència radiada de calor. La potència total incident és:
{\displaystyle R_{\mbox{in}}={\frac {(1-A)L_{0}\pi r^{2}}{4\pi a^{2}}},}
on {\displaystyle A\,\!} és l'asteroide albedo (Precisament, l'albedo de Bond),{\displaystyle a\,\!} el seu semieix major,{\displaystyle L_{0}\,\!} és la lluminositat solar (és a dir, potència de sortida total 3.827×1026 W), i {\displaystyle r} el radi de l'asteroide. S'ha suposat que: l'absortivitat és {\displaystyle 1-A}, l'asteroide és esfèrica, que està en una òrbita circular, i que la producció d'energia del Sol és isotròpica.
L'ús d'una versió de cos gris de la llei de Stefan-Boltzmann, la potència radiada (de tota la superfície esfèrica de l'asteroide) és:
{\displaystyle R_{\mbox{out}}=4\pi r^{2}\epsilon \sigma T^{4}{\frac {}{}},}
on {\displaystyle \sigma \,\!} és la constant de Stefan-Boltzmann (5.6704×10−8 W/m²K4), {\displaystyle T} és la temperatura en kèlvins, i {\displaystyle \epsilon \,\!} L'emissivitat de l'asteroide és l'infraroig. Igualant {\displaystyle R_{\mbox{in}}=R_{\mbox{out}}}, s'obté
{\displaystyle T=\left({\frac {(1-A)L_{0}}{\epsilon \sigma 16\pi a^{2}}}\right)^{1/4}\,\!}
The standard value of {\displaystyle \epsilon }=0.9, 
estimada a partir d'observacions detallades d'algunes de les grans asteroides s'utilitza.
Encara que aquest mètode proporciona una estimació bastant bona de la temperatura mitjana de la superfície, la temperatura local és molt variable, com és típic dels cossos sense atmosferes.

### Màxima
Una estimació aproximada de la temperatura màxima es pot obtenir suposant que quan el sol està sobre del cap, la superfície està en equilibri tèrmic amb la radiació solar instantània. Això li dona a la ‘’mitjana’’ de temperatura ‘’sub-solar’’ de
{\displaystyle T_{ss}={\sqrt {2}}\,T\approx 1.41\,T,}
on {\displaystyle T} és la temperatura mitjana es calcula com l'anterior apartat.
En el ‘’periheli’’, la radiació és màxima, i
{\displaystyle T_{ss}^{\rm {max}}={\sqrt {\frac {2}{1-e}}}\ T,}
on {\displaystyle e\,\!} és l'excentricitat de l'òrbita.

### Mesuraments de temperatura i variacions de temperatura regulars
Les observacions d'infrarojos es combinen normalment amb l'albedo per mesurar la temperatura més directament. Per exemple L.F.Lim et al. [Icarus, Vo. 173, 385 (2005)] ho fa per 29 asteroides. No obstant això, cal assenyalar que es tracta de mesures per un dia d'observació en particular, i que la temperatura de superfície de l'asteroide canviarà de manera periòdica en funció de la seva distància al sol. A partir del càlcul d'Stefan-Boltzmann anteriorment,
{\displaystyle T={\rm {constant}}\times {\frac {1}{\sqrt {d}}},}
on {\displaystyle d\,\!} és la distància des del Sol en un dia determinat. Si es coneix el dia de les observacions pertinents, la distància des del Sol en aquest dia es pot obtenir en línia d'exemple la calculadora d'òrbita de la NASA, i les estimacions de temperatura corresponents al seu periheli, afeli, etc. es poden obtenir a partir de l'expressió anterior.

### Problema Albedo imprecisió
Hi ha un inconvenient quan s'utilitzen aquestes expressions per estimar la temperatura d'un asteroide en particular. El càlcul requereix que l'albedo de Bond A (la proporció de l'energia total d'entrada reflecteix, tenint en compte totes les direccions), mentre que les IRAS i dades de l'albedo de MSX que està disponible per als asteroides dona només l'albedo geomètrica p que caracteritza només la força de la llum reflectida de tornada a la font (el Sol).
Mentre que aquests dos albedos estan correlacionats, el factor numèric entre ells depèn d'una manera molt trivial en les propietats de la superfície. Les mesures reals d'albedo de Bond no estan properes a la majoria dels asteroides, ja que requereixen mesures d' angles de fase que només poden ser adquirits per la nau espacial que passen a prop o més enllà del cinturó d'asteroides. Alguns complicat modelització de les propietats tèrmiques de la superfície i pot donar lloc a estimacions de l'albedo de Bond donada la geometria, però fins aquí està més enllà de l'abast d'una estimació ràpida d'aquests articles. Es pot obtenir per a alguns asteroides de publicacions científiques.
A falta d'una millor alternativa per a la majoria dels asteroides, el millor que es pot fer aquí és assumir que aquests dos albedos són iguals, però tingueu en compte que hi ha una imprecisió inherent als valors de temperatura resultants.
Com és de gran aquesta imprecisió?
Un cop d'ull als exemples d'aquesta taula s'observa que per als cossos de la gamma albedo d'asteroides, la diferència típica entre Bond i l'albedo geomètrica és del 20% o menys, ja sigui amb la quantitat capaç de ser més gran. Ja que la temperatura calculada varia com a (1-A)  1/4 , la dependència és bastant feble per asteroide típicA ≈ valorsP de 0,05-0,3.
La imprecisió típica de la temperatura calculada a partir d'aquesta sola font es troba a continuació, a ser d'uns 2%. Això es tradueix en una incertesa d'uns ± 5 K per a temperatures màximes.

## Altres dades comuns
Algunes altres dades per a un gran nombre d'asteroides es pot trobar en el node de cossos del Sistema de Dades Planetaris Petits. Informació actualitzada al dia en l'orientació dels pols de diverses dotzenes d'asteroides és proporcionat per Doc Mikko Kaasalainen, i es pot utilitzar per determinar la inclinació de l'eix.
Una altra font d'informació útil és la calculadora de l'òrbita de la NASA.